# Hovedpostkontoret i Łódź
Hovedpostkontoret i Łódź (polsk: Poczta Główna) ligger på hjørnet af Julian Tuwims gade og Jan Kilińskis gade. 
Posten i Łódź har eksisteret siden 1820'erne. Hovedpostkontorets sæde befandt sig oprindeligt i lejede lokaler på hjørnet af Południowa- og Wschodniagaden. Senere blev det overført til en bygning ved Piotrkowska-gaden, og i 1886 til en ny bygning på hjørnet af Meyers passage og Dzikagaden (i dag Stanisław Moniuszkos gade og Henryk Sienkiewicz’ gade). 
Mod slutningen af 1890'erne begyndte opførelsen af en ny bygning som skulle huse hovedpostkontorets lokaler. Den blev rejst i årene 1901-1903 efter tegninger af Mikhail Botsjarov fra Sankt Petersborg og Dawid Lande fra Łódź. Bygningsarbejdet blev udført af firmaet Olszer i Szczeciński. Hovedpostkontoret blev åbnet den 2. juli 1903.
Bygningen har tre etager og er udsmykket med neorenæssancemotiver. Den består af to vinger som står vinkelret på hinanden. Elevationen til anden og tredje etage er opdelt af symmetrisk anlagte pilastre. Hovedindgangen, som fører til en stor hall, befinder sig i det afskårne hjørne, som forbinder bygningens to dele, og som kranses af en ottekantet kuppel.